# فوکر اف.۲
فوکر اف. ۲ (انگلیسی: Fokker F.II) یک هواپیمای ساخت فوکر است.